# Torrevecchia Pia
Torrevecchia Pia ist eine norditalienische Gemeinde (comune) mit 3541 Einwohnern (Stand 31. Dezember 2023) in der Provinz Pavia in der Lombardei. Die Gemeinde liegt etwa 15,5 Kilometer nordöstlich von Pavia und etwa 21,5 Kilometer südsüdöstlich von Mailand östlich des Lambro. Torrevecchia Pia grenzt an die Provinz Lodi.

## Geschichte
Die Gemeinde wird unter ihrem Namen erstmals Ende des 11. Jahrhunderts erwähnt. Die Gemeinde steht zunächst unter der Herrschaft Mailands. 1786 wurden sie dann Teil der Provinz Pavia. 1872 werden die vormals eigenständigen Gemeinden Vigonzone und Zibido al Lambro eingemeindet.

## Verkehr
Durch die Gemeinde führt die frühere Strada Statale 412 della Val Tidone (heute eine Provinzstraße).